# Río Mininco (vattendrag i Región de la Araucanía)
Río Mininco är ett vattendrag i Chile.   Det ligger i regionen Región de la Araucanía, i den södra delen av landet, 500 km söder om huvudstaden Santiago de Chile.
I omgivningen kring Río Mininco växer huvudsakligen savannskog och området är  glesbefolkat, med 18 invånare per kvadratkilometer.